# تاینینگ
تاینینگ (به آلمانی: Thaining) یک شهر در آلمان است که در بایرن واقع شده‌است.

## خصوصیات
تاینینگ ۸٫۷۰ کیلومترمربع مساحت دارد ۶۹۲ متر بالاتر از سطح دریا واقع شده‌است.